# Ascèses
Ascèses est une œuvre pour flûte ou clarinette seule d'André Jolivet composée en 1967.

## Présentation
Les Ascèses de Jolivet sont composées en 1967 et dédiées à la flûte ou à la clarinette seule.
L’œuvre est créée le 23 avril 1969 à Paris à la Société nationale de musique, salle Cortot, par le clarinettiste Guy Deplus.
Les Ascèses sont constituées de cinq pièces qui ne portent pas de titre mais présentent chacune une citation placée à la fin des morceaux :
1. Pour que demeure le secret / Nous tairons jusqu’au silence (Max-Pol Fouchet) ;
2. Tu surgis de l’absence… (Max-Pol Fouchet) ;
3. Matière, triple abîme des étoiles, des atomes et des générations (Pierre Teilhard de Chardin) ;
4. Le dieu a créé les rêves pour indiquer la route au dormeur dont les yeux sont dans l’obscurité (Papyrus Insinger (en)) ;
5. Ô femme qui ne sais que tu portais en toi le monde (Max-Pol Fouchet).

La durée moyenne d'exécution des cinq Églogues est de quinze minutes environ.
Dans cette partition, « la musique semble être parvenue à un degré de simplicité et d'épuration qui confirme la position prise ouvertement par Jolivet quant à la supériorité de l'esprit insufflant la vie à la matière ».